# Cyprinotus carolinensis
Cyprinotus carolinensis är en kräftdjursart som beskrevs av Ferguson 1967. Cyprinotus carolinensis ingår i släktet Cyprinotus och familjen Cyprididae. Inga underarter finns listade i Catalogue of Life.